# Giovanni van Bronckhorst
Giovanni Christiaan van Bronckhorst (Rotterdam, 5 febbraio 1975) è un allenatore di calcio ed ex calciatore olandese, di ruolo difensore, vice allenatore del Liverpool.
Cresciuto nelle giovanili del Feyenoord, si afferma nella squadra di Rotterdam dopo una breve esperienza con il RKC Waalwijk. Più tardi passa ai Rangers, per poi trasferirsi all'Arsenal. Le sue prestazioni nella squadra inglese vengono condizionate da alcuni infortuni e dopo tre anni decide di trasferirsi al Barcellona, dove passa quattro stagioni, al termine delle quali ritorna al Feyenoord. In carriera, ha vinto: 2 Coppe d'Olanda con il Feyenoord, nel 1994-1995 e nel 2007-2008; 2 Scottish Premier League, con i Rangers nel 1998-1999 e nel 1999-2000, 2 Coppe di Scozia nel 1998-1999, 1999-2000 ed una Coppa di Lega Scozzese nel 1998-1999; con l'Arsenal ha vinto una Premier League nel 2001-2002, 2 Coppe d'Inghilterra nel 2001-2002 e 2002-2003 ed un Community Shield nel 2002; con il Barcellona ha conquistato 2 Campionati spagnoli nel 2004-2005 e nel 2005-2006, 2 Supercoppe spagnole nel 2005 e nel 2006 ed una Champions League nel 2005-2006.
Con la Nazionale olandese, con cui ha militato dal 1996 al 2010, vanta 106 presenze e 6 reti: van Bronckhorst è il quinto giocatore con più presenze nella storia degli Orange e il più anziano ad aver segnato in un Mondiale (nel 2010 contro l’Uruguay a 35 anni e 151 giorni). Ha partecipato a tre mondiali: Francia 1998, Germania 2006 e Sudafrica 2010 (in quest'ultimo guida la nazionale da capitano) e tre europei (Euro 2000, Euro 2004 ed Euro 2008). Nel 2010, al termine del mondiale, è stato insignito del titolo di Cavaliere dell'Ordine di Orange-Nassau.

## Biografia
Nato nel 1975 a Rotterdam da madre molucchese e padre originario delle Indie orientali olandesi, nel 2000 ha sposato Marieke Wolsers, con la quale ha due figli, Jake e Joshua. Nel 2010, al termine del mondiale, è stato insignito del titolo di Cavaliere dell'Ordine di Orange-Nassau.

## Caratteristiche
Van Bronckhorst è stato un difensore, di ruolo terzino, che preferiva la fascia sinistra. Talvolta, ha giocato in altri ruoli come centrocampista esterno sinistro, o anche mediano. Non dal fisico possente, era comunque un difensore molto agile e disponeva di un tiro dalla distanza molto potente.

## Carriera

### Giocatore

#### Club

##### Feyenoord e RKC Waalwijk
Ha iniziato la sua carriera nel 1992 al Feyenoord, senza mai essere schierato in campo. L'anno successivo è passato in prestito al RKC Waalwijk, dove ha accumulato 12 presenze e 2 reti. Dopo aver fatto un po' di esperienza nel club di Waalwijk, nella stagione 1994-1995 è ritornato al suo club di origine, il Feyenoord, dove è rimasto 4 anni racimolando 103 presenze e 22 reti.

##### Rangers
È già nazionale olandese quando si unisce agli scozzesi del Rangers assieme a Dick Advocaat, nuovo responsabile tecnico del club. Gioca la sua prima partita nel luglio 1998 contro lo Shelbourne, in Coppa UEFA: nell'occasione i Rangers, sotto per 3-0, riescono a rimontare e a vincere per 5-3, punteggio al quale contribuisce con una rete anche lo stesso van Bronckhorst.
In tre stagioni con gli scozzesi segna in totale 22 gol (13 in Scottish Premier League, tre in Coppa scozzese, uno in Coppa di Lega scozzese, tre in Champions League e due in Coppa UEFA), giocando prevalentemente come centrocampista.

##### Arsenal
Nell'estate 2001 si trasferisce all'Arsenal su richiesta di Arsène Wenger, che stava cercando un possibile sostituto per Emmanuel Petit da affiancare a Patrick Vieira. La sua permanenza a Londra è caratterizzata da un infortunio al legamento crociato che lo costringe a saltare un paio di mesi di gioco; al ritorno non viene impiegato con continuità, complice il difficile adattamento e gli spazi in squadra che si riducevano progressivamente. In due anni con i Gunners vince comunque due FA Cup e una Premier League, realizzando anche due reti, una contro il Leicester City nel gennaio 2002 e una contro il Chelsea l'anno successivo.

##### Barcellona
Nel settembre 2003 si trasferisce al Barcellona, con il sedicenne Cesc Fàbregas (proveniente dal vivaio del club catalano) a fare il percorso opposto; nella nuova squadra si adatta al ruolo di terzino sinistro. Vince la Primera División nella stagione 2004-2005, mentre nell'annata successiva aiuta il club a riconfermarsi campione nazionale e ad aggiudicarsi la Champions League 2005-2006 (quell'anno è tra l'altro l'unico giocatore a partecipare a tutti gli incontri del torneo).

##### Ritorno al Feyenoord
Il 21 agosto 2007 il contratto che legava van Bronckhorst al Barcellona scade. Il giocatore decide così di ritornare al Feyenoord, la squadra in cui si era affermato, firmando un contratto di 3 anni. Da subito giocatore fondamentale ed in grado di fornire solidità ad una squadra in quel periodo colpita da sequenze di infortuni, già nella sua prima stagione viene nominato capitano da parte dell'allenatore Bert van Marwijk. Al termine della stagione 2009-2010 non rinnova il contratto, rimanendo svincolato. La stagione appena conclusa si rivela essere l'ultima stagione da professionista per il trentacinquenne van Bronckhorst, che decide di terminare la sua carriera ai Mondiali di Sudafrica 2010.

#### Nazionale
Conta 106 presenze e 6 reti nella Nazionale olandese. Esordisce in nazionale maggiore, il 31 agosto 1996, in un'amichevole ad Amsterdam contro il Brasile. La prima rete con l'Olanda è stata realizzata contro il Sudafrica, il 4 giugno 1997. Nella carriera in nazionale, è stato espulso solo una volta: contro il Portogallo, durante gli ottavi di finale del campionato del mondo 2006.
Ha preso parte coi Tulipani al campionato del mondo 1998, al campionato d'Europa 2000, al campionato d'Europa 2004, al campionato del mondo 2006, al campionato d'Europa 2008 e al campionato del mondo 2010.
Viene incluso dal ct Bert van Marwijk, nella lista preliminare dei giocatori che prenderanno parte al Mondiale 2010. Il 27 maggio viene inserito nella lista definitiva dei 23 che parteciperanno alla manifestazione, venendo confermato capitano. Con gli Orange supera il girone da capolista e, dopo aver eliminato la Slovacchia negli ottavi, il Brasile nei quarti, incontra in semifinale l'Uruguay. Nella semifinale, van Bronckhorst realizza il gol del vantaggio olandese al 18' del primo tempo con un tiro da 30 metri, nella gara terminata poi 3-2 per l'Olanda. Il potente tiro, che si è insaccato alle spalle di Muslera, viene considerato come uno dei gol più belli nella storia dei mondiali. Risulta essere l’olandese più anziano ad aver segnato in un Mondiale all’età di 35 anni e 151 giorni. Prima della finale del mondiale sudafricano, afferma che quella sarebbe stata la sua ultima partita da calciatore annunciando così il suo ritiro. Nella finale dell'11 giugno contro la Spagna, van Bronckhorst scende in campo dal primo minuto ed esce al 105º del primo tempo supplementare, sostituito da Edson Braafheid. La finale verrà vinta dalla Spagna a pochi minuti dal termine della gara con un gol di Andrés Iniesta. Al termine della gara, van Bronckhorst si dichiara orgoglioso del cammino compiuto dalla squadra.

### Allenatore
Dopo il ritiro è diventato vice-allenatore di Cor Pot nell'Under-21 olandese. Dal 25 luglio 2011 è il vice di Ronald Koeman sulla panchina del Feyenoord.
Il 13 luglio 2012 in aggiunta diventa allenatore, insieme a André Hoekstra, della selezione Under-20 (Jong) dell'Accademia congiunta Feyenoord/Excelsior.
Il 23 marzo 2015 viene annunciato che a partire dalla stagione 2015-16 allenerà la prima squadra del Feyenoord in sostituzione di Fred Rutten con un contratto biennale. Il 17 maggio 2015 diventa ufficialmente il nuovo allenatore del club di Rotterdam in seguito alle dimissioni di Rutten. Debutta quattro giorni dopo in Heerenveen-Feyenoord 1-0, gara valida per i play-off per l'Europa League. Il 24 maggio pareggia per 2-2 la gara di ritorno non riuscendo così a qualificarsi alla competizione.
L'anno seguente in campionato arriva dietro a PSV e Ajax mentre vince la Coppa d'Olanda contro l'Utrecht per 2-1 qualificandosi per l'Europa League. Da questa competizione uscirà ai gironi piazzandosi dietro a Fenerbahçe e Manchester United. Vincerà però il campionato all'ultima giornata avendo la meglio sull'Ajax per un punto.
Il 5 agosto 2017 vince la Supercoppa ai rigori contro il Vitesse che lo aveva eliminato dalla Coppa d'Olanda ai quarti a gennaio. In questa stagione il Feyenoord è in affanno sia in campionato dove ha troppo distacco da PSV, Ajax e AZ (arriva quarto), che in Champions dove si piazza ultimo nel girone con Manchester City, Šachtar e Napoli. Vince però di nuovo la Coppa d’Olanda, questa volta contro l’AZ Alkmaar per 0-3.
Il 4 agosto 2018 vince di nuovo la Supercoppa ai rigori, questa volta contro il PSV. Il 16 agosto il Feyenoord viene eliminato già al terzo turno di Europa League per mano degli slovacchi del Trenčín. Il 24 gennaio 2019 il Feyenoord annuncia che van Bronckhorst, in scadenza di contratto a giugno, non ha intenzione di rinnovare. A febbraio viene eliminato in semifinale di Coppa d’Olanda dall’Ajax che vincerà poi il trofeo. In campionato si piazza al terzo posto dietro ad Ajax e PSV qualificandosi per l’Europa League; Fortuna Sittard-Feyenoord 1-4 del 15 maggio è la sua ultima partita sulla panchina dei rotterdammers. In tutto in quattro anni ha vinto un campionato, due coppe e due supercoppe d’Olanda.
Il 3 gennaio 2020 viene scelto come nuovo allenatore del Guangzhou R&F, club della Chinese Super League, in sostituzione dell'esonerato Dragan Stojković. A luglio dà vita a una scuola calcio in Olanda. Arriverà 11° nella classifica finale della Super League 2020 e ai quarti della Coppa di Cina venendo eliminato ai rigori dallo Shandong Luneng che vincerà poi la competizione.
Nel gennaio del 2021 partecipa al gioco di biglie Marble Mania su SBS6 insieme a Ronald de Boer e Wesley Sneijder.
Il 18 novembre dello stesso anno viene annunciato come successore di Steven Gerrard sulla panchina dei Rangers, club nel quale aveva già militato da calciatore dal 1998 al 2001 e che si trova in quel momento al 1º posto in campionato con quattro punti di vantaggio sul Celtic. Tre giorni dopo al debutto perde la semifinale di Scottish League Cup contro l’Hibernian (1-3), mentre la prima vittoria arriva il 25 novembre in Europa League contro lo Sparta Praga (2-0). Non riesce a difendere la prima posizione in campionato, venendo scavalcato dal Celtic; mentre in Europa League arriva alla finale, persa ai rigori contro l'Eintracht Francoforte. 

Inizia la stagione seguente qualificandosi alla Champions dopo aver eliminato il PSV nei preliminari. Il 21 novembre viene esonerato con la squadra al 2º posto in campionato a nove punti dal Celtic capolista e dopo aver terminato il girone di Champions all’ultimo posto con nessun punto collezionato.
Nel giugno del 2024 viene ingaggiato dal Besiktas con cui firma un contratto biennale con opzione per una terza stagione. Il 3 agosto vince la Supercoppa turca contro il Galatasaray per 0-5. Viene esonerato alla fine di novembre dopo la sconfitta con il Maccabi Tel Aviv in Europa League e con la squadra quinta in campionato.

## Statistiche

### Presenze e reti nei club
| Stagione          | Squadra           | Campionato        | Campionato | Campionato | Coppe nazionali | Coppe nazionali | Coppe nazionali | Coppe continentali | Coppe continentali | Coppe continentali | Altre coppe | Altre coppe | Altre coppe | Totale | Totale |
| Stagione          | Squadra           | Comp              | Pres       | Reti       | Comp            | Pres            | Reti            | Comp               | Pres               | Reti               | Comp        | Pres        | Reti        | Pres   | Reti   |
| ----------------- | ----------------- | ----------------- | ---------- | ---------- | --------------- | --------------- | --------------- | ------------------ | ------------------ | ------------------ | ----------- | ----------- | ----------- | ------ | ------ |
| 1993-1994         | RKC Waalwijk      | ED                | 12         | 2          | CO              | ?               | ?               | -                  | -                  | -                  | -           | -           | -           | 12+    | 2+     |
| 1994-1995         | Feyenoord         | ED                | 10         | 1          | CO              | ?               | ?               | CdC                | 0                  | 0                  | SO          | 0           | 0           | 10+    | 1+     |
| 1995-1996         | Feyenoord         | ED                | 33         | 9          | CO              | 1+              | 0+              | CdC                | 7                  | 0                  | SO          | 1           | 0           | 42+    | 9+     |
| 1996-1997         | Feyenoord         | ED                | 34         | 4          | CO              | 1+              | 1+              | CU                 | 6                  | 0                  | -           | -           | -           | 41+    | 5+     |
| 1997-1998         | Feyenoord         | ED                | 32         | 8          | CO              | 1+              | 0+              | UCL                | 8                  | 2                  | -           | -           | -           | 41+    | 10+    |
| 1998-1999         | Rangers           | SPL               | 35         | 7          | CS+CdL          | 5+4             | 1+0             | CU                 | 9                  | 2                  | -           | -           | -           | 53     | 10     |
| 1999-2000         | Rangers           | SPL               | 27         | 4          | CS+CdL          | 5+1             | 2+0             | UCL+CU             | 10+2               | 0                  | -           | -           | -           | 45     | 6      |
| 2000-2001         | Rangers           | SPL               | 11         | 2          | CS+CdL          | 0+1             | 0+1             | UCL+CU             | 7+0                | 3                  | -           | -           | -           | 19     | 6      |
| Totale Rangers    | Totale Rangers    | Totale Rangers    | 73         | 13         |                 | 16              | 4               |                    | 28                 | 5                  |             | -           | -           | 117    | 22     |
| 2001-2002         | Arsenal           | PL                | 21         | 1          | FACup+CdL       | 2+3             | 0               | UCL                | 7                  | 0                  | -           | -           | -           | 33     | 1      |
| 2002-2003         | Arsenal           | PL                | 20         | 1          | FACup+CdL       | 5+1             | 0               | UCL                | 4                  | 0                  | -           | -           | -           | 30     | 1      |
| 2003-2004         | Arsenal           | PL                | 0          | 0          | FACup+CdL       | 0               | 0               | UCL                | 0                  | 0                  | CS          | 1           | 0           | 1      | 0      |
| Totale Arsenal    | Totale Arsenal    | Totale Arsenal    | 41         | 2          |                 | 11              | 0               |                    | 11                 | 0                  |             | 1           | 0           | 64     | 2      |
| 2003-2004         | Barcellona        | PD                | 34         | 1          | CR              | 5               | 0               | CU                 | 5                  | 0                  | -           | -           | -           | 44     | 1      |
| 2004-2005         | Barcellona        | PD                | 29         | 4          | CR              | 1               | 0               | UCL                | 8                  | 0                  | -           | -           | -           | 38     | 4      |
| 2005-2006         | Barcellona        | PD                | 19         | 0          | CR              | 4               | 1               | UCL                | 13                 | 0                  | SS          | 0           | 0           | 36     | 1      |
| 2006-2007         | Barcellona        | PD                | 23         | 0          | CR              | 6               | 1               | UCL                | 4                  | 0                  | SS+SU+Cmc   | 1+0+2       | 0           | 36     | 1      |
| Totale Barcellona | Totale Barcellona | Totale Barcellona | 105        | 5          |                 | 16              | 2               |                    | 30                 | 0                  |             | 3           | 0           | 154    | 7      |
| 2007-2008         | Feyenoord         | ED                | 32         | 7          | CO              | 6               | 0               | -                  | -                  | -                  | -           | -           | -           | 38     | 7      |
| 2008-2009         | Feyenoord         | ED                | 27         | 1          | CO              | 3               | 0               | CU                 | 7                  | 1                  | SO          | 1           | 0           | 38     | 2      |
| 2009-2010         | Feyenoord         | ED                | 29         | 0          | CO              | 4               | 2               | -                  | -                  | -                  | -           | -           | -           | 33     | 2      |
| Totale Feyenoord  | Totale Feyenoord  | Totale Feyenoord  | 197        | 30         |                 | 16+             | 3+              |                    | 28                 | 3                  |             | 2           | 0           | 243+   | 36+    |
| Totale carriera   | Totale carriera   | Totale carriera   | 428        | 52         |                 | 59+             | 9+              |                    | 107                | 8                  |             | 6           | 0           | 600+   | 69+    |

### Presenze e reti in nazionale
| Cronologia completa delle presenze e delle reti in nazionale ― Paesi Bassi | Cronologia completa delle presenze e delle reti in nazionale ― Paesi Bassi | Cronologia completa delle presenze e delle reti in nazionale ― Paesi Bassi | Cronologia completa delle presenze e delle reti in nazionale ― Paesi Bassi | Cronologia completa delle presenze e delle reti in nazionale ― Paesi Bassi | Cronologia completa delle presenze e delle reti in nazionale ― Paesi Bassi | Cronologia completa delle presenze e delle reti in nazionale ― Paesi Bassi | Cronologia completa delle presenze e delle reti in nazionale ― Paesi Bassi |
| Data                                                                       | Città                                                                      | In casa                                                                    | Risultato                                                                  | Ospiti                                                                     | Competizione                                                               | Reti                                                                       | Note                                                                       |
| -------------------------------------------------------------------------- | -------------------------------------------------------------------------- | -------------------------------------------------------------------------- | -------------------------------------------------------------------------- | -------------------------------------------------------------------------- | -------------------------------------------------------------------------- | -------------------------------------------------------------------------- | -------------------------------------------------------------------------- |
| 31-8-1996                                                                  | Amsterdam                                                                  | Paesi Bassi                                                                | 2 – 2                                                                      | Brasile                                                                    | Amichevole                                                                 | -                                                                          |                                                                            |
| 5-10-1996                                                                  | Cardiff                                                                    | Galles                                                                     | 1 – 3                                                                      | Paesi Bassi                                                                | Qual. Mondiali 1998                                                        | -                                                                          |                                                                            |
| 9-11-1996                                                                  | Eindhoven                                                                  | Paesi Bassi                                                                | 7 – 1                                                                      | Galles                                                                     | Qual. Mondiali 1998                                                        | -                                                                          |                                                                            |
| 26-2-1997                                                                  | Parigi                                                                     | Francia                                                                    | 2 – 1                                                                      | Paesi Bassi                                                                | Amichevole                                                                 | -                                                                          |                                                                            |
| 4-6-1997                                                                   | Johannesburg                                                               | Sudafrica                                                                  | 0 – 2                                                                      | Paesi Bassi                                                                | Amichevole                                                                 | 1                                                                          |                                                                            |
| 6-9-1997                                                                   | Rotterdam                                                                  | Paesi Bassi                                                                | 3 – 1                                                                      | Belgio                                                                     | Qual. Mondiali 1998                                                        | -                                                                          |                                                                            |
| 11-10-1997                                                                 | Amsterdam                                                                  | Paesi Bassi                                                                | 0 – 0                                                                      | Turchia                                                                    | Qual. Mondiali 1998                                                        | -                                                                          |                                                                            |
| 18-11-1998                                                                 | Gelsenkirchen                                                              | Germania                                                                   | 1 – 1                                                                      | Paesi Bassi                                                                | Amichevole                                                                 | -                                                                          |                                                                            |
| 28-4-1999                                                                  | Arnhem                                                                     | Paesi Bassi                                                                | 1 – 2                                                                      | Marocco                                                                    | Amichevole                                                                 | -                                                                          |                                                                            |
| 5-6-1999                                                                   | Salvador                                                                   | Brasile                                                                    | 2 – 2                                                                      | Paesi Bassi                                                                | Amichevole                                                                 | -                                                                          |                                                                            |
| 18-8-1999                                                                  | Copenaghen                                                                 | Danimarca                                                                  | 0 – 0                                                                      | Paesi Bassi                                                                | Amichevole                                                                 | -                                                                          |                                                                            |
| 4-9-1999                                                                   | Rotterdam                                                                  | Paesi Bassi                                                                | 5 – 5                                                                      | Belgio                                                                     | Amichevole                                                                 | -                                                                          |                                                                            |
| 9-10-1999                                                                  | Amsterdam                                                                  | Paesi Bassi                                                                | 2 – 2                                                                      | Brasile                                                                    | Amichevole                                                                 | -                                                                          |                                                                            |
| 13-11-1999                                                                 | Eindhoven                                                                  | Paesi Bassi                                                                | 1 – 1                                                                      | Rep. Ceca                                                                  | Amichevole                                                                 | -                                                                          |                                                                            |
| 29-3-2000                                                                  | Bruxelles                                                                  | Belgio                                                                     | 2 – 2                                                                      | Paesi Bassi                                                                | Amichevole                                                                 | -                                                                          |                                                                            |
| 4-6-2000                                                                   | Losanna                                                                    | Paesi Bassi                                                                | 3 – 1                                                                      | Polonia                                                                    | Amichevole                                                                 | -                                                                          |                                                                            |
| 11-6-2000                                                                  | Amsterdam                                                                  | Paesi Bassi                                                                | 1 – 0                                                                      | Rep. Ceca                                                                  | Euro 2000 - 1º turno                                                       | -                                                                          |                                                                            |
| 16-6-2000                                                                  | Rotterdam                                                                  | Paesi Bassi                                                                | 3 – 0                                                                      | Danimarca                                                                  | Euro 2000 - 1º turno                                                       | -                                                                          |                                                                            |
| 29-6-2000                                                                  | Amsterdam                                                                  | Paesi Bassi                                                                | 0 – 0 dts (1 – 3 dtr)                                                      | Italia                                                                     | Euro 2000 - Semifinali                                                     | -                                                                          |                                                                            |
| 2-9-2000                                                                   | Amsterdam                                                                  | Paesi Bassi                                                                | 2 – 2                                                                      | Irlanda                                                                    | Qual. Mondiali 2002                                                        | 1                                                                          |                                                                            |
| 7-10-2000                                                                  | Nicosia                                                                    | Cipro                                                                      | 0 – 4                                                                      | Paesi Bassi                                                                | Qual. Mondiali 2002                                                        | -                                                                          |                                                                            |
| 15-8-2001                                                                  | Londra                                                                     | Inghilterra                                                                | 0 – 2                                                                      | Paesi Bassi                                                                | Amichevole                                                                 | -                                                                          |                                                                            |
| 1-9-2001                                                                   | Dublino                                                                    | Irlanda                                                                    | 1 – 0                                                                      | Paesi Bassi                                                                | Qual. Mondiali 2002                                                        | -                                                                          |                                                                            |
| 6-10-2001                                                                  | Arnhem                                                                     | Paesi Bassi                                                                | 4 – 0                                                                      | Andorra                                                                    | Qual. Mondiali 2002                                                        | -                                                                          |                                                                            |
| 10-11-2001                                                                 | Copenaghen                                                                 | Danimarca                                                                  | 1 – 1                                                                      | Paesi Bassi                                                                | Amichevole                                                                 | -                                                                          |                                                                            |
| 13-2-2002                                                                  | Amsterdam                                                                  | Paesi Bassi                                                                | 1 – 1                                                                      | Inghilterra                                                                | Amichevole                                                                 | -                                                                          |                                                                            |
| 12-2-2003                                                                  | Amsterdam                                                                  | Paesi Bassi                                                                | 1 – 0                                                                      | Argentina                                                                  | Amichevole                                                                 | 1                                                                          |                                                                            |
| 29-3-2003                                                                  | Rotterdam                                                                  | Paesi Bassi                                                                | 1 – 1                                                                      | Rep. Ceca                                                                  | Qual. Euro 2004                                                            | -                                                                          |                                                                            |
| 7-6-2003                                                                   | Minsk                                                                      | Bielorussia                                                                | 0 – 2                                                                      | Paesi Bassi                                                                | Qual. Euro 2004                                                            | -                                                                          |                                                                            |
| 20-8-2003                                                                  | Bruxelles                                                                  | Belgio                                                                     | 1 – 1                                                                      | Paesi Bassi                                                                | Amichevole                                                                 | -                                                                          |                                                                            |
| 11-10-2003                                                                 | Eindhoven                                                                  | Paesi Bassi                                                                | 5 – 0                                                                      | Moldavia                                                                   | Qual. Euro 2004                                                            | -                                                                          |                                                                            |
| 15-11-2003                                                                 | Glasgow                                                                    | Scozia                                                                     | 1 – 0                                                                      | Paesi Bassi                                                                | Qual. Euro 2004                                                            | -                                                                          |                                                                            |
| 28-4-2004                                                                  | Eindhoven                                                                  | Paesi Bassi                                                                | 4 – 0                                                                      | Grecia                                                                     | Amichevole                                                                 | -                                                                          |                                                                            |
| 29-5-2004                                                                  | Eindhoven                                                                  | Paesi Bassi                                                                | 0 – 1                                                                      | Belgio                                                                     | Amichevole                                                                 | -                                                                          |                                                                            |
| 1-6-2004                                                                   | Losanna                                                                    | Paesi Bassi                                                                | 3 – 0                                                                      | Fær Øer                                                                    | Amichevole                                                                 | -                                                                          |                                                                            |
| 5-6-2004                                                                   | Amsterdam                                                                  | Paesi Bassi                                                                | 0 – 1                                                                      | Irlanda                                                                    | Amichevole                                                                 | -                                                                          |                                                                            |
| 15-6-2004                                                                  | Porto                                                                      | Germania                                                                   | 1 – 1                                                                      | Paesi Bassi                                                                | Euro 2004 - 1º turno                                                       | -                                                                          |                                                                            |
| 19-6-2004                                                                  | Aveiro                                                                     | Paesi Bassi                                                                | 2 – 3                                                                      | Rep. Ceca                                                                  | Euro 2004 - 1º turno                                                       | -                                                                          |                                                                            |
| 23-6-2004                                                                  | Braga                                                                      | Paesi Bassi                                                                | 3 – 0                                                                      | Lettonia                                                                   | Euro 2004 - 1º turno                                                       | -                                                                          |                                                                            |
| 26-6-2004                                                                  | Faro                                                                       | Paesi Bassi                                                                | 0 – 0 dts (4 – 5 dtr)                                                      | Svezia                                                                     | Euro 2004 - Quarti di finale                                               | -                                                                          |                                                                            |
| 30-6-2004                                                                  | Lisbona                                                                    | Portogallo                                                                 | 2 – 1                                                                      | Paesi Bassi                                                                | Euro 2004 - Semifinali                                                     | -                                                                          |                                                                            |
| 18-8-2004                                                                  | Stoccolma                                                                  | Svezia                                                                     | 2 – 2                                                                      | Paesi Bassi                                                                | Amichevole                                                                 | -                                                                          |                                                                            |
| 8-9-2004                                                                   | Amsterdam                                                                  | Paesi Bassi                                                                | 2 – 0                                                                      | Rep. Ceca                                                                  | Qual. Mondiali 2006                                                        | -                                                                          |                                                                            |
| 13-10-2004                                                                 | Amsterdam                                                                  | Paesi Bassi                                                                | 3 – 1                                                                      | Finlandia                                                                  | Qual. Mondiali 2006                                                        | -                                                                          |                                                                            |
| 17-11-2004                                                                 | Barcellona                                                                 | Andorra                                                                    | 0 – 3                                                                      | Paesi Bassi                                                                | Qual. Mondiali 2006                                                        | -                                                                          |                                                                            |
| 9-2-2005                                                                   | Birmingham                                                                 | Inghilterra                                                                | 0 – 0                                                                      | Paesi Bassi                                                                | Amichevole                                                                 | -                                                                          |                                                                            |
| 26-3-2005                                                                  | Bucarest                                                                   | Romania                                                                    | 0 – 2                                                                      | Paesi Bassi                                                                | Qual. Mondiali 2006                                                        | -                                                                          |                                                                            |
| 30-3-2005                                                                  | Eindhoven                                                                  | Paesi Bassi                                                                | 2 – 0                                                                      | Armenia                                                                    | Qual. Mondiali 2006                                                        | -                                                                          |                                                                            |
| 4-6-2005                                                                   | Rotterdam                                                                  | Paesi Bassi                                                                | 2 – 0                                                                      | Romania                                                                    | Qual. Mondiali 2006                                                        | -                                                                          |                                                                            |
| 8-6-2005                                                                   | Helsinki                                                                   | Finlandia                                                                  | 0 – 4                                                                      | Paesi Bassi                                                                | Qual. Mondiali 2006                                                        | -                                                                          |                                                                            |
| 3-9-2005                                                                   | Erevan                                                                     | Armenia                                                                    | 0 – 1                                                                      | Paesi Bassi                                                                | Qual. Mondiali 2006                                                        | -                                                                          |                                                                            |
| 8-10-2005                                                                  | Praga                                                                      | Rep. Ceca                                                                  | 0 – 2                                                                      | Paesi Bassi                                                                | Qual. Mondiali 2006                                                        | -                                                                          |                                                                            |
| 12-10-2005                                                                 | Amsterdam                                                                  | Paesi Bassi                                                                | 0 – 0                                                                      | Macedonia                                                                  | Qual. Mondiali 2006                                                        | -                                                                          |                                                                            |
| 12-11-2005                                                                 | Amsterdam                                                                  | Paesi Bassi                                                                | 1 – 3                                                                      | Italia                                                                     | Amichevole                                                                 | -                                                                          |                                                                            |
| 1-3-2006                                                                   | Amsterdam                                                                  | Paesi Bassi                                                                | 1 – 0                                                                      | Ecuador                                                                    | Amichevole                                                                 | -                                                                          |                                                                            |
| 27-5-2006                                                                  | Rotterdam                                                                  | Paesi Bassi                                                                | 1 – 0                                                                      | Camerun                                                                    | Amichevole                                                                 | -                                                                          |                                                                            |
| 4-6-2006                                                                   | Eindhoven                                                                  | Paesi Bassi                                                                | 1 – 1                                                                      | Australia                                                                  | Amichevole                                                                 | -                                                                          |                                                                            |
| 11-6-2006                                                                  | Lipsia                                                                     | Serbia e Montenegro                                                        | 0 – 1                                                                      | Paesi Bassi                                                                | Mondiali 2006 - 1º turno                                                   | -                                                                          |                                                                            |
| 16-6-2006                                                                  | Stoccarda                                                                  | Paesi Bassi                                                                | 2 – 1                                                                      | Costa d'Avorio                                                             | Mondiali 2006 - 1º turno                                                   | -                                                                          |                                                                            |
| 25-6-2006                                                                  | Norimberga                                                                 | Portogallo                                                                 | 1 – 0                                                                      | Paesi Bassi                                                                | Mondiali 2006 - Ottavi di finale                                           | -                                                                          |                                                                            |
| 6-9-2006                                                                   | Eindhoven                                                                  | Paesi Bassi                                                                | 3 – 0                                                                      | Bielorussia                                                                | Qual. Euro 2008                                                            | -                                                                          |                                                                            |
| 7-10-2006                                                                  | Sofia                                                                      | Bulgaria                                                                   | 1 – 1                                                                      | Paesi Bassi                                                                | Qual. Euro 2008                                                            | -                                                                          |                                                                            |
| 11-10-2006                                                                 | Amsterdam                                                                  | Paesi Bassi                                                                | 2 – 1                                                                      | Albania                                                                    | Qual. Euro 2008                                                            | -                                                                          |                                                                            |
| 7-2-2007                                                                   | Amsterdam                                                                  | Paesi Bassi                                                                | 4 – 1                                                                      | Russia                                                                     | Amichevole                                                                 | -                                                                          | Cap.                                                                       |
| 24-3-2007                                                                  | Rotterdam                                                                  | Paesi Bassi                                                                | 1 – 1                                                                      | Romania                                                                    | Qual. Euro 2008                                                            | -                                                                          | Cap.                                                                       |
| 28-3-2007                                                                  | Lubiana                                                                    | Slovenia                                                                   | 0 – 1                                                                      | Paesi Bassi                                                                | Qual. Euro 2008                                                            | 1                                                                          |                                                                            |
| 2-6-2007                                                                   | Seul                                                                       | Corea del Sud                                                              | 0 – 2                                                                      | Paesi Bassi                                                                | Amichevole                                                                 | -                                                                          | Cap.                                                                       |
| 22-8-2007                                                                  | Ginevra                                                                    | Svizzera                                                                   | 2 – 1                                                                      | Paesi Bassi                                                                | Amichevole                                                                 | -                                                                          | Cap.                                                                       |
| 8-9-2007                                                                   | Amsterdam                                                                  | Paesi Bassi                                                                | 2 – 0                                                                      | Bulgaria                                                                   | Qual. Euro 2008                                                            | -                                                                          |                                                                            |
| 12-9-2007                                                                  | Tirana                                                                     | Albania                                                                    | 0 – 1                                                                      | Paesi Bassi                                                                | Qual. Euro 2008                                                            | -                                                                          |                                                                            |
| 13-10-2007                                                                 | Costanza                                                                   | Romania                                                                    | 1 – 0                                                                      | Paesi Bassi                                                                | Qual. Euro 2008                                                            | -                                                                          | Cap.                                                                       |
| 17-11-2007                                                                 | Eindhoven                                                                  | Paesi Bassi                                                                | 1 – 0                                                                      | Lussemburgo                                                                | Qual. Euro 2008                                                            | -                                                                          |                                                                            |
| 21-11-2007                                                                 | Minsk                                                                      | Bielorussia                                                                | 2 – 1                                                                      | Paesi Bassi                                                                | Qual. Euro 2008                                                            | -                                                                          | Cap.                                                                       |
| 6-2-2008                                                                   | Spalato                                                                    | Croazia                                                                    | 0 – 3                                                                      | Paesi Bassi                                                                | Amichevole                                                                 | -                                                                          |                                                                            |
| 26-3-2008                                                                  | Vienna                                                                     | Austria                                                                    | 3 – 4                                                                      | Paesi Bassi                                                                | Amichevole                                                                 | -                                                                          | Cap.                                                                       |
| 24-5-2008                                                                  | Rotterdam                                                                  | Paesi Bassi                                                                | 3 – 0                                                                      | Ucraina                                                                    | Amichevole                                                                 | -                                                                          | Cap.                                                                       |
| 29-5-2008                                                                  | Eindhoven                                                                  | Paesi Bassi                                                                | 1 – 1                                                                      | Danimarca                                                                  | Amichevole                                                                 | -                                                                          |                                                                            |
| 1-6-2008                                                                   | Rotterdam                                                                  | Paesi Bassi                                                                | 2 – 0                                                                      | Galles                                                                     | Amichevole                                                                 | -                                                                          |                                                                            |
| 9-6-2008                                                                   | Berna                                                                      | Paesi Bassi                                                                | 3 – 0                                                                      | Italia                                                                     | Euro 2008 - 1º turno                                                       | 1                                                                          |                                                                            |
| 13-6-2008                                                                  | Berna                                                                      | Paesi Bassi                                                                | 4 – 1                                                                      | Francia                                                                    | Euro 2008 - 1º turno                                                       | -                                                                          |                                                                            |
| 21-6-2008                                                                  | Basilea                                                                    | Paesi Bassi                                                                | 1 – 3 dts                                                                  | Russia                                                                     | Euro 2008 - Quarti di finale                                               | -                                                                          |                                                                            |
| 20-8-2008                                                                  | Mosca                                                                      | Russia                                                                     | 1 – 1                                                                      | Paesi Bassi                                                                | Amichevole                                                                 | -                                                                          | Cap.                                                                       |
| 6-9-2008                                                                   | Eindhoven                                                                  | Paesi Bassi                                                                | 1 – 2                                                                      | Australia                                                                  | Amichevole                                                                 | -                                                                          | Cap.                                                                       |
| 10-9-2008                                                                  | Skopje                                                                     | Macedonia                                                                  | 1 – 2                                                                      | Paesi Bassi                                                                | Qual. Mondiali 2010                                                        | -                                                                          | Cap.                                                                       |
| 11-10-2008                                                                 | Rotterdam                                                                  | Paesi Bassi                                                                | 2 – 0                                                                      | Islanda                                                                    | Qual. Mondiali 2010                                                        | -                                                                          | Cap.                                                                       |
| 15-10-2008                                                                 | Oslo                                                                       | Norvegia                                                                   | 0 – 1                                                                      | Paesi Bassi                                                                | Qual. Mondiali 2010                                                        | -                                                                          | Cap.                                                                       |
| 19-11-2008                                                                 | Amsterdam                                                                  | Paesi Bassi                                                                | 3 – 1                                                                      | Svezia                                                                     | Amichevole                                                                 | -                                                                          | Cap.                                                                       |
| 28-3-2009                                                                  | Amsterdam                                                                  | Paesi Bassi                                                                | 3 – 0                                                                      | Scozia                                                                     | Qual. Mondiali 2010                                                        | -                                                                          | Cap.                                                                       |
| 1-4-2009                                                                   | Amsterdam                                                                  | Paesi Bassi                                                                | 4 – 0                                                                      | Macedonia                                                                  | Qual. Mondiali 2010                                                        | -                                                                          | Cap.                                                                       |
| 6-6-2009                                                                   | Reykjavík                                                                  | Islanda                                                                    | 1 – 2                                                                      | Paesi Bassi                                                                | Qual. Mondiali 2010                                                        | -                                                                          | Cap.                                                                       |
| 10-6-2009                                                                  | Rotterdam                                                                  | Paesi Bassi                                                                | 2 – 0                                                                      | Norvegia                                                                   | Qual. Mondiali 2010                                                        | -                                                                          | Cap.                                                                       |
| 5-9-2009                                                                   | Enschede                                                                   | Paesi Bassi                                                                | 3 – 0                                                                      | Giappone                                                                   | Amichevole                                                                 | -                                                                          | Cap.                                                                       |
| 9-9-2009                                                                   | Glasgow                                                                    | Scozia                                                                     | 0 – 1                                                                      | Paesi Bassi                                                                | Qual. Mondiali 2010                                                        | -                                                                          | Cap.                                                                       |
| 10-10-2009                                                                 | Sydney                                                                     | Australia                                                                  | 0 – 0                                                                      | Paesi Bassi                                                                | Amichevole                                                                 | -                                                                          | Cap.                                                                       |
| 14-11-2009                                                                 | Pescara                                                                    | Italia                                                                     | 0 – 0                                                                      | Paesi Bassi                                                                | Amichevole                                                                 | -                                                                          | Cap.                                                                       |
| 18-11-2009                                                                 | Heerenveen                                                                 | Paesi Bassi                                                                | 0 – 0                                                                      | Paraguay                                                                   | Amichevole                                                                 | -                                                                          | Cap.                                                                       |
| 3-3-2010                                                                   | Amsterdam                                                                  | Paesi Bassi                                                                | 2 – 1                                                                      | Stati Uniti                                                                | Amichevole                                                                 | -                                                                          | Cap.                                                                       |
| 1-6-2010                                                                   | Rotterdam                                                                  | Paesi Bassi                                                                | 4 – 1                                                                      | Ghana                                                                      | Amichevole                                                                 | -                                                                          | Cap.                                                                       |
| 5-6-2010                                                                   | Amsterdam                                                                  | Paesi Bassi                                                                | 6 – 1                                                                      | Ungheria                                                                   | Amichevole                                                                 | -                                                                          | Cap.                                                                       |
| 14-6-2010                                                                  | Johannesburg                                                               | Paesi Bassi                                                                | 2 – 0                                                                      | Danimarca                                                                  | Mondiali 2010 - 1º turno                                                   | -                                                                          | Cap.                                                                       |
| 19-6-2010                                                                  | Durban                                                                     | Paesi Bassi                                                                | 1 – 0                                                                      | Giappone                                                                   | Mondiali 2010 - 1º turno                                                   | -                                                                          | Cap.                                                                       |
| 24-6-2010                                                                  | Città del Capo                                                             | Camerun                                                                    | 1 – 2                                                                      | Paesi Bassi                                                                | Mondiali 2010 - 1º turno                                                   | -                                                                          | Cap.                                                                       |
| 28-6-2010                                                                  | Durban                                                                     | Paesi Bassi                                                                | 2 – 1                                                                      | Slovacchia                                                                 | Mondiali 2010 - Ottavi di finale                                           | -                                                                          | Cap.                                                                       |
| 2-7-2010                                                                   | Port Elizabeth                                                             | Paesi Bassi                                                                | 2 – 1                                                                      | Brasile                                                                    | Mondiali 2010 - Quarti di finale                                           | -                                                                          | Cap.                                                                       |
| 6-7-2010                                                                   | Città del Capo                                                             | Uruguay                                                                    | 2 – 3                                                                      | Paesi Bassi                                                                | Mondiali 2010 - Semifinale                                                 | 1                                                                          | Cap.                                                                       |
| 11-7-2010                                                                  | Johannesburg                                                               | Paesi Bassi                                                                | 0 – 1 dts                                                                  | Spagna                                                                     | Mondiali 2010 - Finale                                                     | -                                                                          | Cap.                                                                       |
| Totale                                                                     |                                                                            | Presenze (6º posto)                                                        | 106                                                                        |                                                                            | Reti                                                                       | 6                                                                          |                                                                            |

### Statistiche da allenatore
Statistiche aggiornate al 30 novembre 2024. In grassetto le competizioni vinte.
| Stagione         | Squadra          | Campionato       | Campionato | Campionato | Campionato | Campionato | Coppe nazionali | Coppe nazionali | Coppe nazionali | Coppe nazionali | Coppe nazionali | Coppe continentali | Coppe continentali | Coppe continentali | Coppe continentali | Coppe continentali | Altre coppe | Altre coppe | Altre coppe | Altre coppe | Altre coppe | Totale | Totale | Totale | Totale | % Vittorie | Piazzamento |
| Stagione         | Squadra          | Comp             | G          | V          | N          | P          | Comp            | G               | V               | N               | P               | Comp               | G                  | V                  | N                  | P                  | Comp        | G           | V           | N           | P           | G      | V      | N      | P      | %          | Piazzamento |
| ---------------- | ---------------- | ---------------- | ---------- | ---------- | ---------- | ---------- | --------------- | --------------- | --------------- | --------------- | --------------- | ------------------ | ------------------ | ------------------ | ------------------ | ------------------ | ----------- | ----------- | ----------- | ----------- | ----------- | ------ | ------ | ------ | ------ | ---------- | ----------- |
| mag.-giu. 2015   | Feyenoord        | ED               | 2          | 0          | 1          | 1          | CO              | -               | -               | -               | -               | UCL+UEL            | -                  | -                  | -                  | -                  | -           | -           | -           | -           | -           | 2      | 0      | 1      | 1      | &0,00      | Sub. 4º     |
| 2015-2016        | Feyenoord        | ED               | 34         | 19         | 6          | 9          | CO              | 6               | 6               | 0               | 0               | -                  | -                  | -                  | -                  | -                  | -           | -           | -           | -           | -           | 40     | 25     | 6      | 9      | 62,50      | 3º          |
| 2016-2017        | Feyenoord        | ED               | 34         | 26         | 4          | 4          | CO              | 4               | 3               | 0               | 1               | UEL                | 6                  | 2                  | 1                  | 3                  | SO          | 1           | 0           | 0           | 1           | 45     | 31     | 5      | 9      | 68,89      | 1º          |
| 2017-2018        | Feyenoord        | ED               | 34         | 20         | 6          | 8          | CO              | 6               | 6               | 0               | 0               | UCL                | 6                  | 1                  | 0                  | 5                  | SO          | 1           | 0           | 1           | 0           | 47     | 27     | 7      | 13     | 57,45      | 4º          |
| 2018-2019        | Feyenoord        | ED               | 34         | 20         | 5          | 9          | CO              | 5               | 4               | 0               | 1               | UEL                | 2                  | 0                  | 1                  | 1                  | SO          | 1           | 0           | 1           | 0           | 42     | 24     | 7      | 11     | 57,14      | 4º          |
| Totale Feyenoord | Totale Feyenoord | Totale Feyenoord | 138        | 85         | 22         | 31         |                 | 21              | 19              | 0               | 2               |                    | 14                 | 3                  | 2                  | 9                  |             | 3           | 0           | 2           | 1           | 176    | 107    | 26     | 43     | 60,80      |             |
| 2020-2021        | Guangzhou R&F    | CSL              | 20         | 6          | 4          | 10         | CdC             | 3               | 1               | 2               | 0               | -                  | -                  | -                  | -                  | -                  | -           | -           | -           | -           | -           | 23     | 7      | 6      | 10     | 30,43      | 11º         |
| nov. 2021-2022   | Rangers          | SP               | 25         | 18         | 5          | 2          | SC+CdL          | 5+1             | 5+0             | 0+0             | 0+1             | UEL                | 11                 | 5                  | 3                  | 3                  | -           | -           | -           | -           | -           | 42     | 28     | 8      | 6      | 66,67      | Sub. 2º     |
| ago.-nov. 2022   | Rangers          | SP               | 15         | 10         | 3          | 2          | SC+CdL          | 0+2             | 0+2             | 0               | 0               | UCL                | 10                 | 2                  | 1                  | 7                  | -           | -           | -           | -           | -           | 27     | 14     | 4      | 9      | 51,85      | Eson.       |
| Totale Rangers   | Totale Rangers   | Totale Rangers   | 40         | 28         | 8          | 4          |                 | 8               | 7               | 0               | 1               |                    | 21                 | 7                  | 4                  | 10                 |             | -           | -           | -           | -           | 69     | 42     | 12     | 15     | 60,87      |             |
| lug.-nov. 2024   | Beşiktaş         | SL               | 12         | 6          | 3          | 3          | TK              | 0               | 0               | 0               | 0               | UEL                | 7                  | 3                  | 1                  | 3                  | ST          | 1           | 1           | 0           | 0           | 20     | 10     | 4      | 6      | 50,00      | Eson.       |
| Totale carriera  | Totale carriera  | Totale carriera  | 210        | 125        | 37         | 48         |                 | 32              | 27              | 2               | 3               |                    | 42                 | 13                 | 7                  | 22                 |             | 4           | 1           | 2           | 1           | 288    | 166    | 48     | 74     | 57,64      |             |

## Palmarès

### Giocatore

#### Club

##### Competizioni nazionali
- Coppa dei Paesi Bassi: 2

Feyenoord: 1994-1995, 2007-2008
- Campionato scozzese: 2

Rangers: 1998-1999, 1999-2000
- Coppa di Scozia: 2

Rangers: 1998-1999, 1999-2000
- Coppa di Lega scozzese: 1

Rangers: 1998-1999
- Campionato inglese: 1

Arsenal: 2001-2002
- Coppa d'Inghilterra: 2

Arsenal: 2001-2002, 2002-2003
- Campionato spagnolo: 2

Barcellona: 2004-2005, 2005-2006
- Supercoppa di Spagna: 2

Barcellona: 2005, 2006

##### Competizioni internazionali
- UEFA Champions League: 1

Barcellona: 2005-2006

### Allenatore
- Coppa dei Paesi Bassi: 2

Feyenoord: 2015-2016, 2017-2018
- Campionato olandese: 1

Feyenoord: 2016-2017
- Supercoppa dei Paesi Bassi: 2

Feyenoord: 2017, 2018
- Coppa di Scozia: 1

Rangers: 2021-2022
- Supercoppa di Turchia: 1

Beşiktaş: 2024